# Total Nonstop Action Wrestling
Total Nonstop Action Wrestling — незалежний промоушен професійного реслінгу. Заснованний у 2002 році Джеффом Джарреттом та Джеррі Джарреттом. Штаб-квартира TNA знаходиться в Орландо, штат Флорида, її торгова марка TNA Entertainment.
Компанія транслює реслінг як через телебачення, так і у мережі Інтернет. Президентом TNA та одним з засновників промоушена є Діксі Картер. У 2002 році вона придбала контрольний пакет акцій промоушена. Джефф Джарретт є віцепрезидентом TNA. TNA є одним з найпопулярніших реслінг-промоушенов у світі, шоу транслюється на всіх материках, крім Антарктиди.
TNA став першим популярним реслінг-промоушеном в США, який використав шестисторонній ринг (2004–2010), у 2010 році промоушен знову повернувся до «стандартного» рингу з чотирма кутами на вимогу Халка Хогана, який разом з Еріком Бішоффом на той час мав посаду в керівництві компанії. З червня 2014 року, TNA повернулася до «шестикутника».

## Історія

### Формування
Концепція TNA виникла у 2001 році, після закриття популярного на той час промоушену WCW. Вона прийшла Бобу Райдеру, Джеффу Джарретту і Джеррі Джарретту, коли вони пішли на риболовлю. Друзі поміркували й вирішили створити свій власний промоушен, як альтернативу WWF. Після того, як WWF купила WCW, а інший промоушен ECW подав на банкрутство, вони збагнули, що альтернативи WWE більше немає. Просувати промушен став тільки Джефф Джарретт.

### Розширення
Щотижневі PPV
Перше щотижневе PPV TNA пройшло 19 червня 2002. У фіналі шоу Кен Шамрок переміг Маліс, вигравши вакантний титул Чемпіона NWA у важкій вазі. Шоу TNA виходили у форматі півторагодинних щотижневих PPV до 8 вересня 2004. Трохи раніше в цьому ж році TNA отримали часовий слот на національному телебаченні (Fox Sports Net), а 7 листопада було показано перший тригодинне PPV TNA — Victory Road 2004.

### TNA iMPACT!/Impact Wrestling
У 2004 році TNA підписує контракт з Fox Sports Network і виходить на національне телебачення, запустивши шоу iMPACT!
Через рік TNA підписують контракт зі Spike TV, і 1 жовтня 2005 iMPACT! на Spike TV шоу здобуває набагато більші рейтинги, ніж на FSN, і незабаром одержує прайм-тайм слот, а 4 жовтня 2007 шоу стає двогодинним.
З 8 березня 2010 шоу Impact переходить на постійній основі на понеділок і починає нову війну за глядача у світі реслінгу іменовану як Monday Night War(другий етап, перший етап-війна між WWF Monday Night Raw і WCW Monday Nitro). З 13 травня 2010 TNA iMPACT! знову переходить на четвер.
З травня 2011 року шоу називається Impact Wrestling
З початку 2013 року TNA залишає Impact Zone та переходить на виїзні шоу.
У 2014 році TNA повертається до записів своїх шоу до Імпакт-Зони в Орландо, але проводить їх менше, ніж у період до 2013 року, роблячи більше виїзних випусків.
З 26 червня 2014 року в TNA на постійну основу повертається шестикутний ринг.
З 2015 року шоу Impact Wrestling виходить на телеканалі Destination America.

## Per Per View
PPV у TNA починаючи з 2004 року виходять щомісяця, більшість з них проводять в Імпакт-Зоні(Орландо, штат Флорида), але головні такі як Bound For Glory(головне шоу року, всі виїзні, крім PPV 2005 року), LockDown і Slammiversary(2010 і 2011 проводились в Імпакт-Зоні)- виїзні.

## Титули
| TNA World Heavyweight Championship, 2007-донині |
| TNA X Division Championship, 2002-донині        |
| TNA Television Championship, 2008–2014          |
| TNA World Tag Team Championship, 2007-донині    |
| TNA World Tag Team Championship, 2007-донині    |
| TNA Knockouts Tag Team Championship, 2009–2013  |
| NWA World Heavyweight Championship, 2002–2007   |
| NWA World Tag Team Championship, 2002–2007      |